# 淡水線 (台湾鉄路管理局)
淡水線（たんすいせん）は台湾にかつて存在した鉄道路線。北淡線と呼ばれる事もある。路線は台北駅より北進し、基隆河を渡った後に西北に向かい、関渡平原の西端で再び北に旋回し、淡水河右岸の淡水駅までの線区であり、また北投駅から東北に新北投支線が延伸していた。1988年に台北捷運淡水線の工事に伴い廃止された。

## 歴史

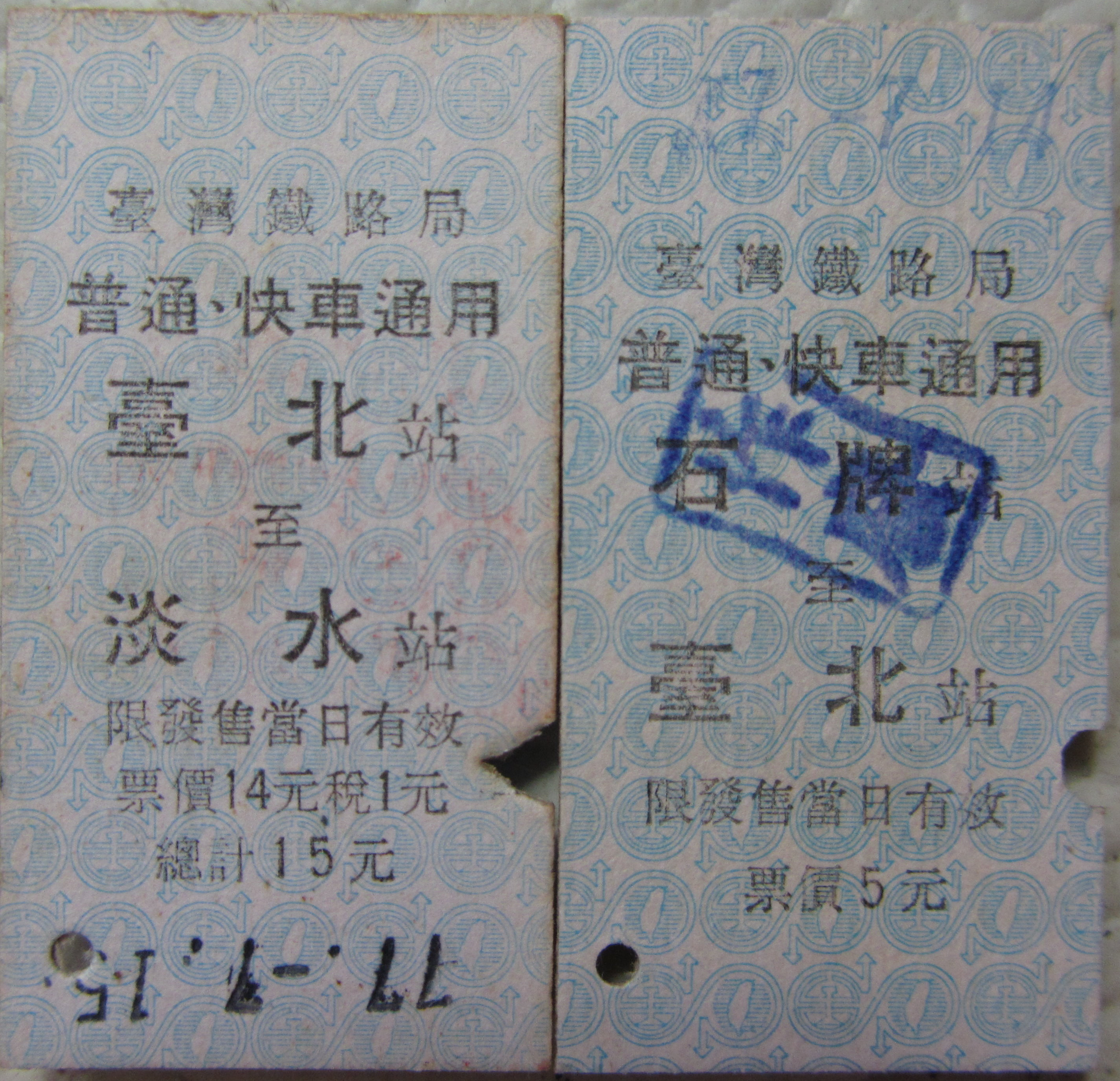
台鐵淡水線の乗車券。

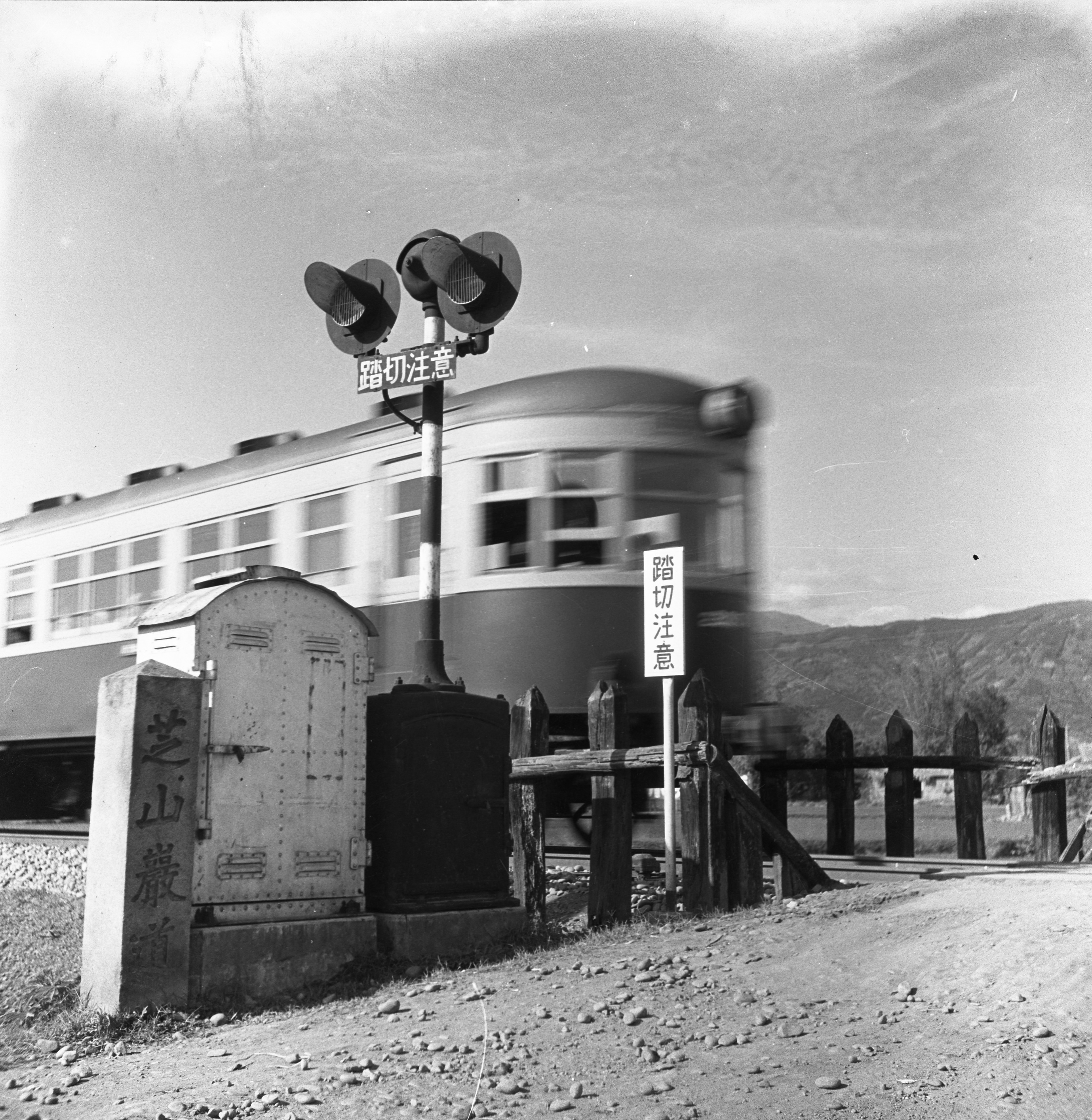
1935年の淡水線ガソリンカー、芝山岩道（現在の双溪街）踏切にて

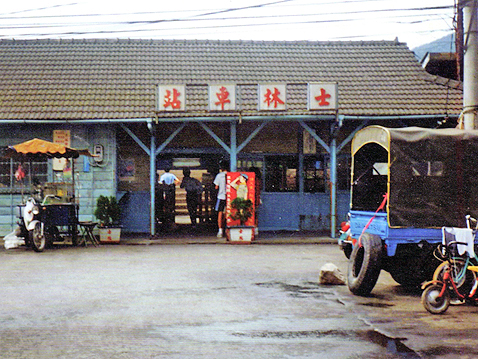
台鉄時代の士林駅

日本による台湾統治が開始された1895年、当時の基隆港は設備が未熟であり、港湾設備としては淡水港が主要な地位を占めていた。淡水港から台北までは当初は水運に依拠していたが、台湾総督府は物流の迅速化のために清代に建設された鉄道を整備することを決定し、旧線の資材を利用して淡水線の建設に着手された。
1901年8月25日、淡水線が開通し、「台北停車場」を含み、計8駅での開業となった。その後、1903年には大稲埕駅が完成し淡水線の起点となった。1915年には新駅が5駅新設され、大稲埕駅が廃止となり、起点は北門駅と変更された。1923年、実質的に台北駅を起点としていた淡水線の運行形態を追認する形式で北門駅が廃止され、名実共に台北駅が淡水線の起点駅と変更された。
その後淡水河の土砂堆積が進行し大型船舶の運航が困難となり、また基隆港が整備されたことから淡水港の重要性は急速に失われた。貨物輸送の不振に陥った淡水線であるが、北投温泉への湯治客輸送の需要が高まり、当時の道路輸送の未熟さもあり、1916年に新北投線が開業させ旅客輸送を中心に経営が継続された。
戦後は日本式駅名である「大正街」と「宮ノ下」の駅名変更が行なわれたがその2駅を廃止、同時に「王家廟」と「忠義」の2駅を新設し11駅体勢で営業が続けられた。しかし自動車輸送の発展により旅客輸送の輸送性は低下し、1966年に北投-関渡間の6車線快速公路（現在の大度路）が完成されると、その衰退は一層顕著化した。1970年代初頭に発表された「台北都会区大衆捷運系統計画」が提出され、淡水線の捷運化が提唱された。数度の修正を経た後、1986年に行政院は計画を認可し、淡水線は廃止される方針が決定された。
1988年7月15日、淡水線は営業最終日を迎え、23:20に台北発淡水行の最終列車が台北駅6番ホームを出発して通常営業を終了、翌日の廃線イベントで特別列車が運行されたのを最後に87年の淡水線の歴史に幕を下ろした(p326)。その後は軌道及び駅舎は撤去され、捷運の建設が進行、1997年に台北捷運淡水線が開業し、往時の淡水線を継承する形態での営業が行なわれている。

## 時刻表

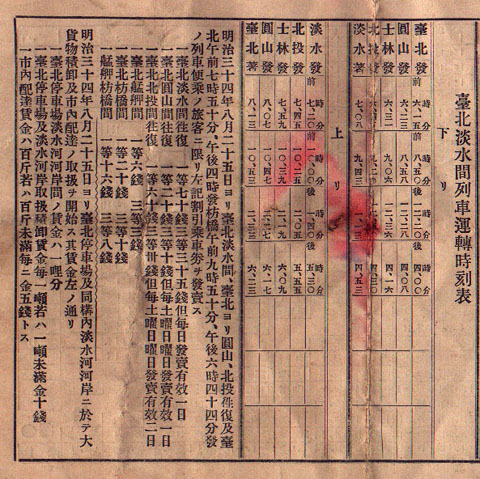
明治34年10月25日台湾日日新報旅行ガイド
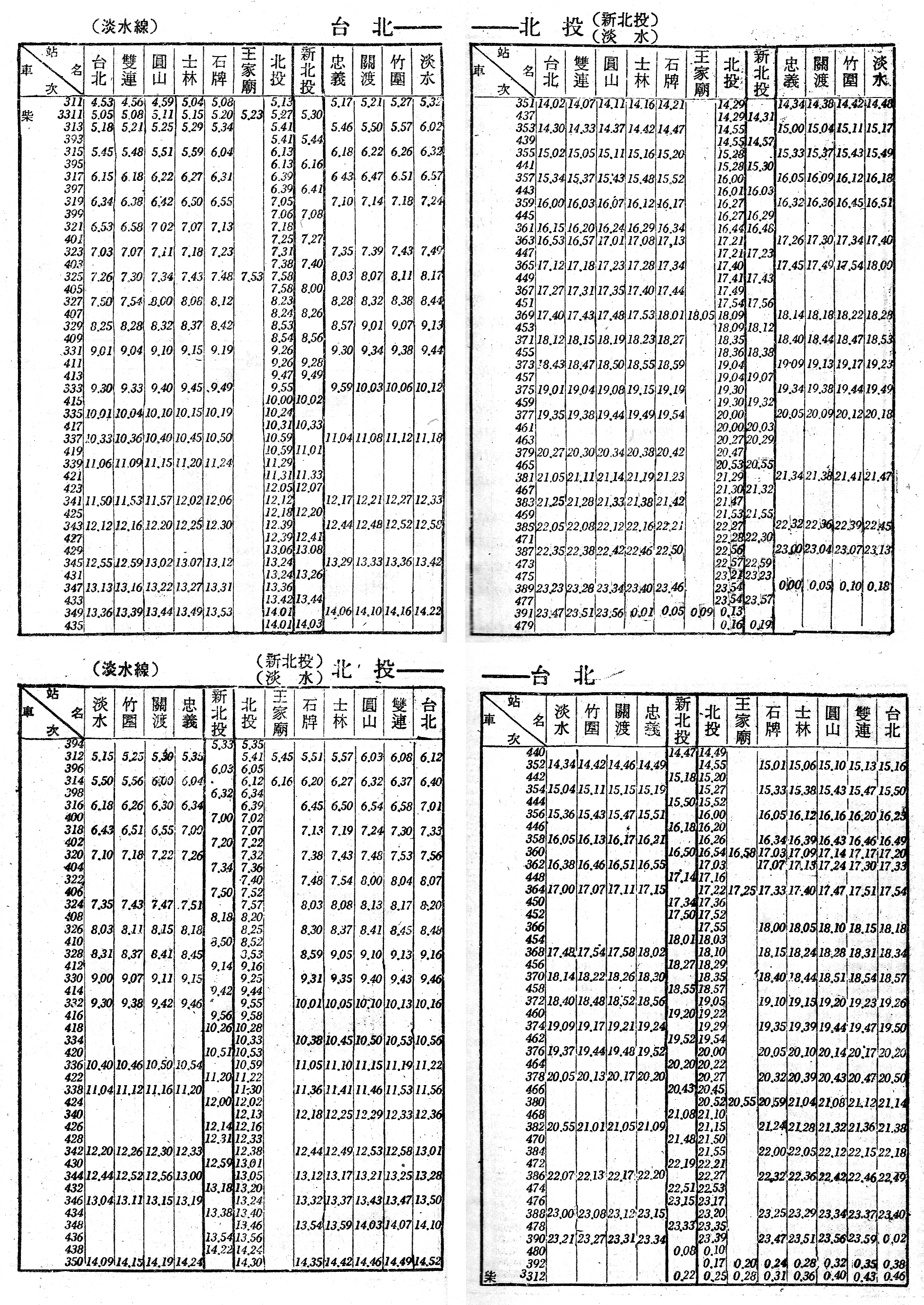
1967年時刻表
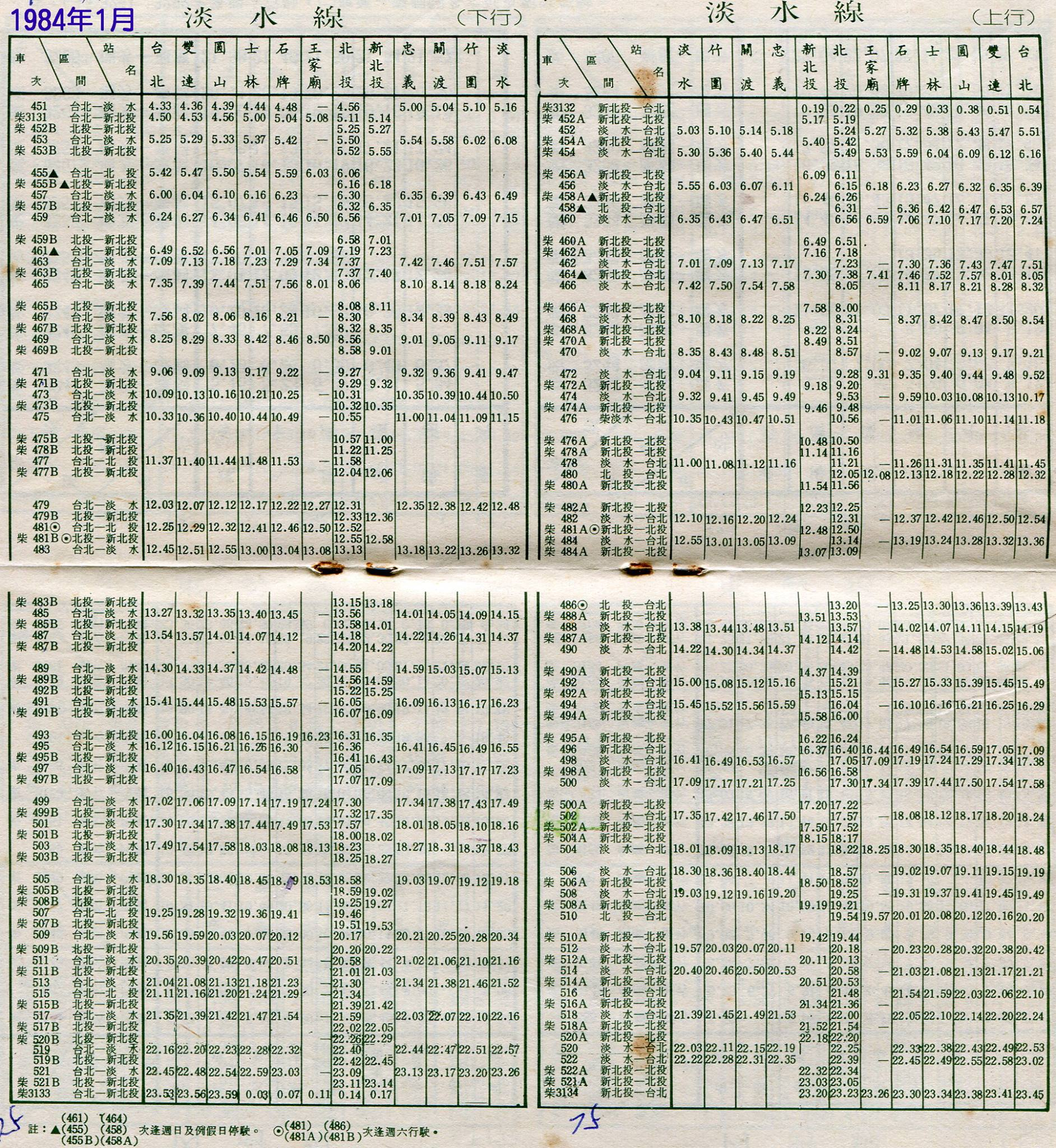
1984年1月時刻表
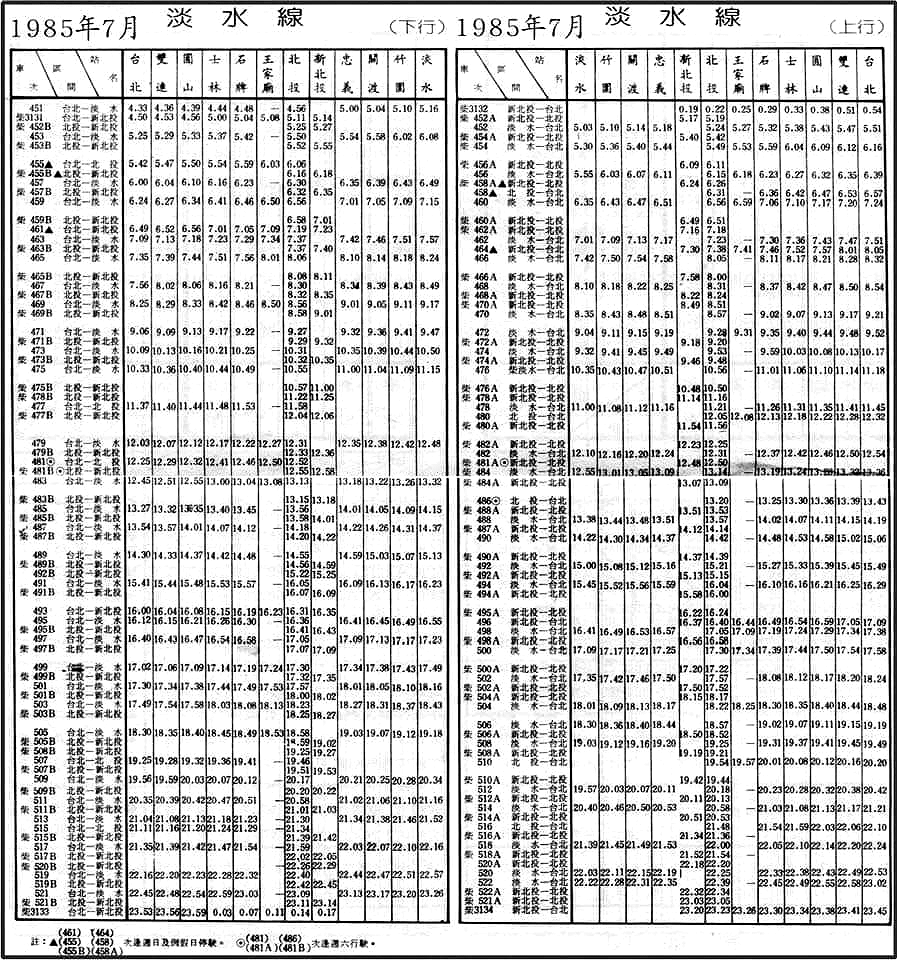
1985年7月時刻表
1985年7月ダイヤグラム

## 駅名

### 台湾総督府交通局鉄道部時代
| 駅名     | 営業キロ | 累計キロ | 接続路線 | 備考 |
| -------- | -------- | -------- | -------- | --- |
| 大稲埕駅 | 0.5      | 0.8      |          | 1891年10月20日縦貫線旧ルートの初代台北駅として開業、1902年改称し再開業。 1903年 - 1915年まで淡水線起点 1915年8月17日貨物駅に変更 1937年12月1日廃止。 |
| 北門駅   | 0.3      | 0.3      |          | 1915年8月17日開業、1923年3月16日廃止 |
| 台北駅   | 0.0      | 0.0      | 縦貫線   | |
| 大正街駅 | 0.6      | 0.6      |          | 1915年8月17日開業 |
| 双連駅   | 0.8      | 1.4      |          | 1915年8月17日開業 |
| 圓山駅   | 1.5      | 2.9      |          | |
| 宮ノ下駅 | 0.9      | 3.8      |          | 1915年8月17日開業 |
| 士林駅   | 1.7      | 5.5      |          | |
| 唭里岸駅 | 2.2      | 7.7      |          | 1915年8月17日開業 |
| 北投駅   | 2.8      | 11.0     |          | |
| 江頭駅   | 4.1      | 15.1     |          | |
| 竹囲駅   | 1.9      | 17.0     |          | |
| 淡水駅   | 4.2      | 21.2     |          | |

### 台湾鉄路管理局時代
| 駅名       | 駅番号 | 駅間 キロ | 累計 キロ | 等級 | 接続路線・備考 | 所在地 | 所在地 |
| ---------- | ------ | --------- | --------- | ---- | --- | ------ | ------ |
| 台北駅     | 100    | 0.0       | 0.0       | 特等 | 縦貫線接続 | 台北市 | 中正区 |
| 長安駅     |        |           |           | 廃止 | 旧名は大正街駅。 1945年に長安駅に改名したが、1950年代に廃止された。 位置関係から、現在の捷運中山駅にあたるといえる。                                              | 台北市 | 大同区 |
| 双連駅     |        | 1.4       | 1.4       | 廃止 | 1915年8月17日開業。 | 台北市 | 大同区 |
| 大同公司駅 |        | 1.0       | 2.4       | 廃止 | | 台北市 | 中山区 |
| 圓山駅     |        | 0.5       | 2.9       | 廃止 | | 台北市 | 中山区 |
| 剣潭駅     |        |           |           | 廃止 | 旧名は宮ノ下。1945年に剣潭駅に改名したが、1950年代に廃止された。 しかし捷運淡水線開通の際、若干北側の位置に捷運剣潭駅として再建された。                           | 台北市 | 士林区 |
| 士林駅     |        | 2.6       | 5.5       | 廃止 | | 台北市 | 士林区 |
| 石牌駅     |        | 2.2       | 7.7       | 廃止 | 1915年唭里岸駅として開業。 1945年に石牌駅に改名した。 尚、現在の捷運唭哩岸駅とは離れており、全く関連はない。 かつての駅舎は捷運石牌駅と捷運明徳駅の中間にあった。 | 台北市 | 北投区 |
| 王家廟駅   |        | 2.0       | 9.7       | 廃止 | 1958年1月1日開業。 捷運淡水線として再建された際に臨時駅を除き、駅名を継承されなかった唯一の駅である。 捷運唭哩岸駅の西側、公館路沿いにあった。                    | 台北市 | 北投区 |
| 北投駅     |        | 1.3       | 11.0      | 廃止 | 新北投線に接続。 | 台北市 | 北投区 |
| 省運会駅   |        |           |           | 廃止 | 1954年第9回台湾省運動会の際に設置。 | 台北市 | 北投区 |
| 忠義駅     |        | 2.3       | 13.3      | 廃止 | 1960年11月1日開業。 尚、現在の捷運忠義駅とは離れており、かつての駅舎は捷運復興崗駅寄りにあった。                                                                  | 台北市 | 北投区 |
| 関渡駅     |        | 1.8       | 15.1      | 廃止 | 旧名は江頭。1946年に関渡駅に改名した。 | 台北市 | 北投区 |
| 竹囲駅     |        | 1.9       | 17.0      | 廃止 | | 新北市 | 淡水区 |
| 淡水駅     |        | 4.2       | 21.2      | 廃止 | 計画では滬尾駅の名称 開業時に淡水駅となる。 | 新北市 | 淡水区 |